# Аксай (Волгоградская область)
Аксай (от тюркского — «белый поток») — село в Октябрьском районе Волгоградской области России, центр Аксайского сельского поселения. Население — 1559 (2010)

## История
В начала XIX века калмыцкие земли начали заселяться крестьянами, переселявшимися из малоземельных губерний центральной России. Среди прочих в северной части Малодербетовского улуса Калмыцкой степи Астраханской губернии возникла станица Аксайская. В 1830—1840-е годы правительство отмежевало поселенцам значительные участки степи.
Согласно Памятной книжке на 1914 год село Аксай являлось центром Аксайской волости Черноярского уезда Астраханской губернии. По состоянию на 1914 года волость объединяла сёла Аксай, Абганерово, Перегрузное, Жутово, хутора Самохин и Шелестов. В селе имелось 710 дворов, проживало 2425 душ мужского и 2395 женского пола.
С 1920 года село — в составе Царицынской губернии. Затем последовательно — Нижне-Волжской области, Сталинградского округа Нижне-Волжского края, Сталинградской области (впоследствии — Волгоградской). C 1937 по 1947 год являлось районным центром Ворошиловского района Сталинградской области.

## География и климат
Село расположено в степной местности в долине реки Аксай Есауловский (Гнилой Аксай) в 26 километрах к востоку от посёлка Октябрьский, в 10 километрах к юго-востоку от ближайшей железнодорожной станции. Близ села проходит автодорога Волгоград — Сальск.
Климат
Согласно классификации климатов Кёппена климат Аксая — влажный континентальный с жарким летом (Dfa)
| Показатель                                                           | Янв. | Фев. | Март | Апр. | Май  | Июнь | Июль | Авг. | Сен. | Окт. | Нояб. | Дек. | Год  |
| -------------------------------------------------------------------- | ---- | ---- | ---- | ---- | ---- | ---- | ---- | ---- | ---- | ---- | ----- | ---- | ---- |
| Средний суточный максимум, °C                                        | −3,6 | −3,1 | 2,4  | 14,8 | 23,0 | 27,8 | 30,3 | 29,0 | 22,0 | 13,2 | 4,3   | −0,7 | 13,3 |
| Средняя температура, °C                                              | −6,7 | −6,5 | −1,2 | 9,6  | 17,1 | 21,8 | 24,3 | 23,0 | 16,4 | 8,7  | 1,3   | −3,3 | 8,7  |
| Средний суточный минимум, °C                                         | −9,7 | −9,9 | −4,7 | 4,4  | 11,2 | 15,9 | 18,3 | 17,1 | 10,9 | 4,3  | −1,6  | −5,8 | 4,2  |
| Норма осадков, мм                                                    | 32   | 24   | 23   | 24   | 35   | 39   | 35   | 32   | 26   | 23   | 34    | 37   | 364  |
| Источник: http://fr.climate-data.org/location/282434/ CLIMAT: AKSAY] |      |      |      |      |      |      |      |      |      |      |       |      |      |

## Население
Динамика численности населения
| 1859 | 1897 | 1900 | 1904 | 1908 | 1914 | 1939 | 2002 |
| ---- | ---- | ---- | ---- | ---- | ---- | ---- | ---- |
| 2472 | 3161 | 7326 | 6853 | 3954 | 4820 | 3635 | 1710 |

| 2010 |
| ---- |
| 1559 |

## Радио
| Частота МГц | Название     | RDS | Формат            | Мощн., кВт | Телецентр     | Время |
| ----------- | ------------ | --- | ----------------- | ---------- | ------------- | ----- |
| 104,2       | Белый лебедь |     | АС / Classic hits | 0,1        | Волгоград-GSM | 0-24  |